# Mikail Bill
Mikail „Maikelele“ Bill, früher auch bekannt als eksem (* 3. Mai 1991 in Eskilstuna, Schweden), ist ein schwedischer E-Sportler, der durch seine Leistungen in der professionellen Counter-Strike-Szene bekannt wurde. Momentan spielt er für das  Team LeftOut.

## Werdegang
Bill spielte zu Beginn seiner Karriere Counter-Strike 1.6. Den Anschluss an die internationale Spitzenklasse gelang dem Schweden aber erst in Counter-Strike: Global Offensive nach der Aufnahme bei der neu gegründeten Organisation LGB eSports im August 2013. Das Team erreichte das Achtelfinale auf dem ersten Major-Turnier, der DreamHack Winter 2013, und den zweiten Platz auf der schwedischen Meisterschaft 2013. Nachdem sich LGB eSports im Februar 2014 von Maikelele trennte, wurde Bill am 4. November 2014 infolge des Abtretens von Robin „Fifflaren“ Johansson von den Ninjas in Pyjamas (NiP) aufgenommen. Bill erreichte mit seinem neuen Team bereits am 29. November 2014 das Finale der DreamHack Winter 2014. Anfang 2015 folgte ein weiterer zweiter Platz auf den Winter-X-Games 2015 in Aspen und der Gewinn des ASUS ROG CS:GO Winter Tournament 2015 in Helsinki. Auf letzterem Turnier wurde er zum Most Valuable Player gewählt. Nur zwei Wochen nach dem Turnier in Finnland trennte sich NiP am 13. Februar 2015 von Bill. Neue Erfolge feierte Maikelele ab Mai 2015 mit Team Kinguin, welche im Herbst 2015 von G2 Esports aufgenommen wurden. Das Team erreichte noch im Jahr 2015 das Halbfinale auf der DreamHack Cluj-Napoca 2015 und auf der IEM X - San Jose. Am 20. Januar 2016 wechselte Bill mit seinem Team zu FaZe Clan. Am 3. April 2016 gab er via Twitter bekannt, dass er nach der MLG Columbus 2016 nicht mehr Bestandteil des FaZe Clans sein wird.
Im September 2016 sprang Bill für den angeschlagenen Jacob „pyth“ Mourujärvi ein. In dieser Zeit gewann Bill mit den Ninjas in Pyjamas 130.000 US-Dollar durch den Sieg auf der Star Ladder i-League StarSeries Season 2 in Kiew und erreichte das Halbfinale der ESL Pro League Season 4 Finals in São Paulo. Am 6. November 2016 kündigt Ninjas in Pyjamas die Rückkehr von Jacob Mourujärvi an, der seine Handverletzung auskuriert hatte.
Mitte Dezember 2016 verkündet Bill die Gründung eines neuen schwedischen Teams mit dem Übergangsnamen qwerty zusammen mit Faruk „pita“ Pita, John „wenton“ Eriksson, Fredrik „slap“ Junbrant und Simon „atter“ Atterstam. Das Team gibt ihr Debüt am 13. Januar auf der Dreamhack Leipzig 2017. Am 20. März 2017 wurde angekündet, dass Maikelele zusammen mit „fox“, „jkaem“, „rubino“ und „pita“ unter Team Dignitas spielen wird.

## Teams

### Counter-Strike 1.6
- Begrip Gaming
- icsu
- Volt-Gaming

### Counter-Strike: Global Offensive
- Team Refuse (23. März – 20. Juni 2013)
- LGB eSports (20. Juni 2013 – 11. Februar 2014)
- Team Property (7. März – 22. Mai 2014)
- SK Gaming (22. Mai – 4. Juli 2014)
- ESG! (4. Juli – 11. August 2014)
- UnWanted (22. August – 16. September 2014)
- mousesports (1. – 13. Oktober 2014)
- Ninjas in Pyjamas (4. November 2014 – 18. März 2015)
- LGB eSports (18. März – 23. April 2015)
- Team Kinguin (5. Mai – 11. November 2015)
- Gamers2 (11. September – 15. Oktober 2015)
- G2 Esports (15. Oktober 2015 – 20. Januar 2016)
- FaZe Clan (20. Januar – 3. April 2016)
- Ninjas in Pyjamas, Ersatz für pyth (30. August 2016 – 6. November 2016)
- qwerty (22. Dezember 2016 – 1. Februar 2017)
- Team Dignitas (20. März 2017 – 4. Juni 2017)
- Red Reserve (4. Juni 2017 – 31. August 2018)
- Enyoy (11. Januar 2018 – 7. Mai 2018)
- Chaos (seit 7. Mai 2018 – 19. Oktober 2018)

## Erfolge (Auszug)
Dies ist ein Ausschnitt der Erfolge von Mikail „Maikelele“ Bill. Da Counter-Strike in Wettkämpfen stets in Fünfer-Teams gespielt wird, beträgt das persönliche Preisgeld ein Fünftel des gewonnenen Gesamtpreisgeldes des Teams.
| Jahr                             | Platz                            | Turnier                                  | Team                             | Persönliches Preisgeld           |
| Counter Strike: Global Offensive | Counter Strike: Global Offensive | Counter Strike: Global Offensive         | Counter Strike: Global Offensive | Counter Strike: Global Offensive |
| -------------------------------- | -------------------------------- | ---------------------------------------- | -------------------------------- | -------------------------------- |
| 2013                             | 5. – 8.                          | DreamHack Winter 2013                    | LGB eSports                      | 02.000 $                         |
| 2013                             | 2.                               | Svenska E-sportcupen 2013 Grand Finals   | LGB eSports                      | 10.000 SEK                       |
| 2014                             | 2.                               | DreamHack Winter 2014                    | Ninjas in Pyjamas                | 10.000 $                         |
| 2015                             | 2.                               | MLG X Games Aspen CS:GO 2015             | Ninjas in Pyjamas                | 02.500 $                         |
| 2015                             | 1.                               | ASUS ROG CS:GO Winter 2015               | Ninjas in Pyjamas                | 02.400 $                         |
| 2015                             | 1.                               | Gaming Paradise 2015                     | Team Kinguin                     | 06.000 $ 1                       |
| 2015                             | 3. – 4.                          | DreamHack Cluj-Napoca 2015               | G2 Esports                       | 04.400 $                         |
| 2015                             | 3. – 4.                          | IEM X - San Jose                         | G2 Esports                       | 02.250 $                         |
| 2016                             | 1.                               | Star Ladder i-League StarSeries Season 2 | Ninjas in Pyjamas                | 26.000 $                         |
| 2016                             | 3. – 4.                          | ESL Pro League Season 4: Finals          | Ninjas in Pyjamas                | 09.000 $                         |
| 2016                             | 5. – 8.                          | Eleague Season 2                         | Ninjas in Pyjamas                | 10.000 $                         |